# Malte Blaxhult
Nils Malte Blaxhult, ursprungligen Johansson, född 15 februari 1927 i Blaxhult, Vena församling, Kalmar län, död 12 oktober 2012 i Eksjö, var en svensk präst och författare. 
Han var kyrkoherde i Kristine församling i Jönköping, samt radiopräst med programmet "Tankar inför helgen" i Radio Jönköping. Han var också sommarvärd den 1 augusti 1979.